# Lobodice
Lobodice (deutsch Lobotitz) ist eine Gemeinde in Tschechien. Sie liegt 13 Kilometer südwestlich von Přerov und gehört zum Okres Přerov.

## Geographie
Lobodice liegt rechtsseitig der March an der Einmündung der Blata im Hornomoravský úval (Obermährische Senke). Nördlich befindet sich an der Blata der Teich Náklo. Gegen Nordosten erstreckt sich an der Bečva-Mündung das Baggerseegebiet der Tovačovská jezera mit den fünf Seen Troubecké jezero, jezero sever, Donbas, Annínské jezero und Skašovské jezero jih. Die Auwälder östlich von Lobodice zwischen den Mündungen der Bečva und Blata sind als Nationales Naturreservat Zástudánčí geschützt. Südlich des Dorfes fließt die Valová zur March. Nach Südosten hin erstreckt sich der Wald Singulární les. Lobodice liegt an der Eisenbahnstrecke zwischen Kroměříž und Tovačov, auf der in dem Abschnitt Kojetín – Tovačov der Personenverkehr eingestellt wurde.
Nachbarorte sind Cvrčov, Annín und Tovačov im Norden, Troubky und Zábečvisko im Nordosten, Včelínek, Plučisko, Bochoř, Věžky und Vlkoš im Osten, Záříčí und Chropyně im Südosten, Uhřičice im Süden, Chrbov, Měrovice nad Hanou, Hruška und Tvorovice im Südwesten, Polkovice, Obědkovice, Klenovice na Hané und Arnoštov im Westen sowie Oplocany im Nordwesten.

## Geschichte
Die erste schriftliche Erwähnung des Dorfes Lobodici erfolgte 1131 im Güterverzeichnis des Bistums Olmütz. Seit 1318 ist eine Mühle nachweisbar. Ab 1320 wurde das Dorf als Lobodicz, ab 1353 als Lobaticz, ab 1358 als Lobotitz, ab 1464 als Lobotice und ab 1490 als Lobodice bezeichnet. Ctibor II. Tovačovský von Cimburg auf Tovačov erwarb Lobodice zum Ende des 15. Jahrhunderts als bischöfliches Lehn. Bis 1704 blieb das Lehngut Lobodice mit der Herrschaft Tovačov verbunden. Nach den Herren von Cimburg lösten sich zwischen 1503 und 1567 die Herren von Pernstein, danach Juan Manrique de Lara, von 1591 bis 1597 dessen Schwiegersohn Johann von Pernstein, danach Stephan Illesházy und ab 1600 für über hundert Jahre die Grafen Salm-Neuburg als Besitzer ab. Die Matriken wurden seit 1688 in Tovačov und ab 1771 in Lobodice geführt. Das älteste Ortssiegel stammt von 1693. Im Jahre 1704 zog das Bistum das Lehn Lobodice ein und unterstellte es der bischöflichen Herrschaft Kremsier. Weitere Namensformen waren Lobodicium und Lobotitium (1771) sowie Loboditz (1793). Im Zuge der Josephischen Reformen ließ die bischöfliche Güteradministration 1790 den herrschaftlichen Hof parzellieren. Bis zur Mitte des 19. Jahrhunderts blieb Lobodice immer nach Kremsier untertänig.
Nach der Aufhebung der Patrimonialherrschaften bildete Lobodice/Loboditz mit den Siedlungen Chrbov und Cvrčov ab 1850 eine Gemeinde in der Bezirkshauptmannschaft Kremsier. Im Jahre 1855 wurde die Gemeinde dem Bezirk Prerau und 1868 wieder dem Bezirk Kremsier zugeordnet. Seit 1877 gehört das Dorf zum Okres Přerov. Cvrčov wurde 1910 nach Tovačov umgemeindet. Im Jahre 1949 wurde die Gemeinde dem Okres Kojetín zugeordnet, nach dessen Aufhebung kam sie 1960 zum Okres Přerov zurück. Seit 1966 gehört Cvrčov wieder zu Lobodice. Ethnographisch gehört die Gemeinde zur Hanna.

## Gemeindegliederung
Die Gemeinde Lobodice besteht aus den Ortsteilen Chrbov (Cherbow, 1940–1945 Chrbau), Cvrčov (Czwerczow, 1939–1945 Grillenhof) und Lobodice (Lobotitz).

## Sehenswürdigkeiten

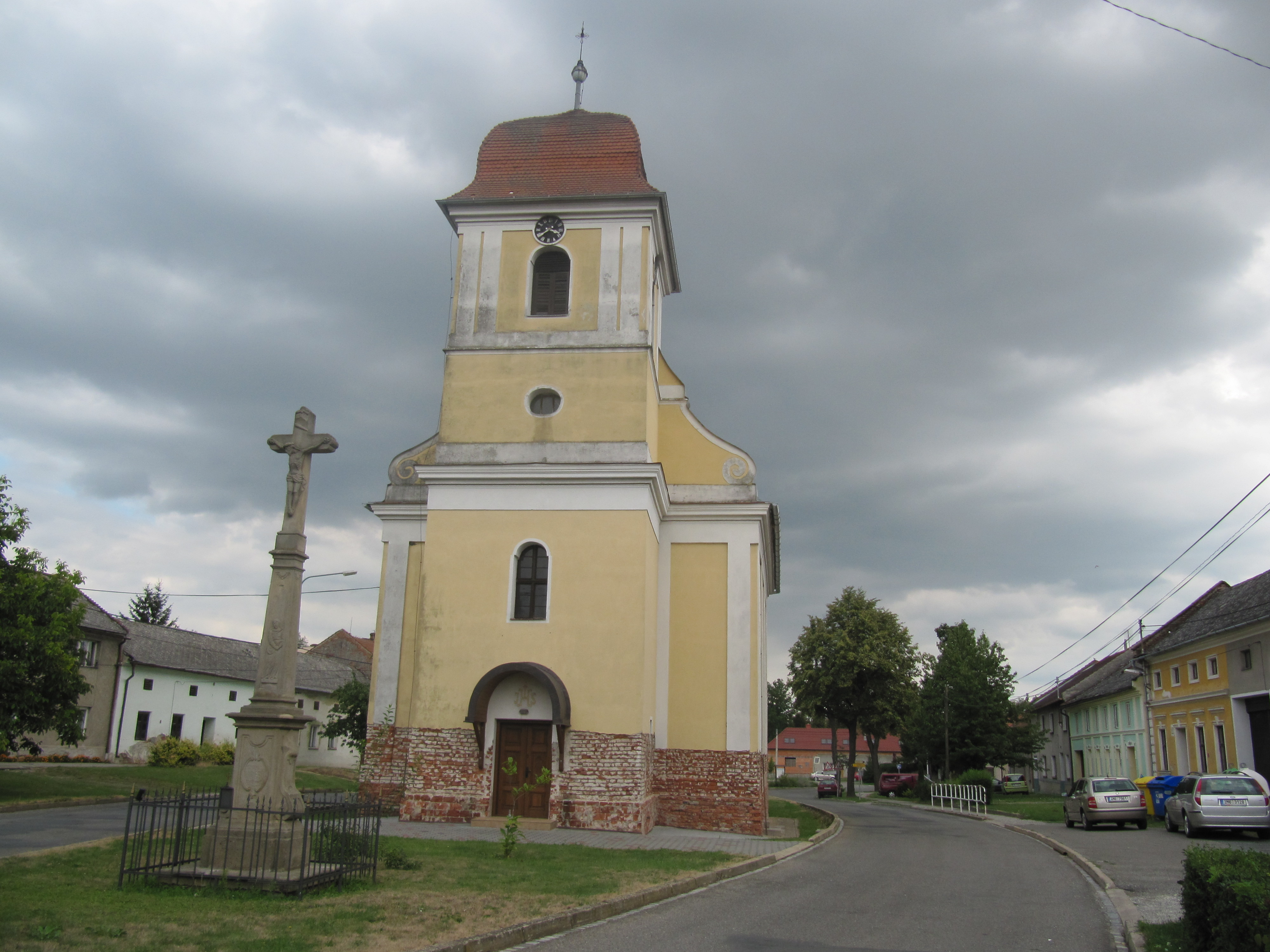
Kirche der Jungfrau Maria

- Kirche der Jungfrau Maria aus dem Jahre 1771, sie wurde später noch um die Sakristei erweitert
- Statue des hl. Johannes von Nepomuk, geschaffen 1715
- Hannakisches Vorlaubenhaus vom Ende des 18. Jahrhunderts
- Steinernes Kreuz
- Nationales Naturreservat Zástudánčí, Auwaldgebiet am unregulierten Flussabschnitt der Match zwischen den Mündungen der Bečva und Blata, bedeutender Vogelbrutplatz

## Söhne und Töchter der Gemeinde
- Josef Rupert Maria Přecechtěl (1821–1891), Geistlicher, Zeichner, Schriftsteller und Nationaler Erwecker